# أليكساندر ميندي
أليكساندر ميندي (11 أغسطس 1981 في فرنسا - ) (بالفرنسية: Alexandre Mendy)‏ هو لاعب كرة قدم السنغال وفرنسي في مركزي جناح ‏ والهجوم. لعب مع نادي تشيسترفيلد ونادي ساربروكن ونادي ملادا بوليسلاف وهانزا روستوك ونادي بريبرام وFC Versailles 78 ‏ وFK Baník Most 1909 ‏.

## وصلات خارجية
- أليكساندر ميندي على موقع قاعدة بيانات كرة القدم.إي يو (الإنجليزية)
- أليكساندر ميندي على موقع ليكيب (الفرنسية)
- أليكساندر ميندي على موقع Soccerway.com (الإنجليزية)
- أليكساندر ميندي على موقع عالم كرة القدم.نت (الإنجليزية)